# Stagione 1969-1970 di snooker
La stagione 1969-1970 di snooker è la 2ª edizione di una stagione di snooker. Ha preso il via il 1º luglio 1969 ed è terminata l'11 aprile 1970, dopo cinque tornei professionistici non validi per la classifica mondiale (uno in più della scorsa stagione).

## Calendario

### Main Tour
| N° | Date di gioco            | Torneo                                 | N° edizione | Città      | Impianto                        | Vincitore      | Finalista      | Risultato   | Note  |
| -- | ------------------------ | -------------------------------------- | ----------- | ---------- | ------------------------------- | -------------- | -------------- | ----------- | ----- |
| 1  | dal 1° al 23 luglio 1969 | Australian Professional Championship   | 8ª          | Sydney     | Junior Rugby League Club        | Eddie Charlton | Warren Simpson | 8–3         | [ 2 ] |
| 2  | dal 21 al 23 luglio 1969 | Chester Professional Tournament        | 1ª          | Chester    | Upton By Chester British Legion | Jackie Rea     | John Spencer   | 4–3         |       |
| 3  | ottobre 1969             | Australasian Professional Championship | 1ª          | Auckland   | ?                               | Eddie Charlton | Warren Simpson | 11–6        | [ 3 ] |
| 4  | gennaio 1970             | Pot-Black                              | 2ª          | Birmingham | BBC Studios                     | John Spencer   | Ray Reardon    | 1–0 (88-27) | [ 4 ] |
| 5  | dal 6 all'11 aprile 1970 | Campionato mondiale                    | 39ª         | Londra     | Victoria Hall                   | Ray Reardon    | John Pulman    | 37–33       | [ 5 ] |

Tornei rimossi dalla scorsa stagione
- World Open Match Play Snooker Championship

Tornei aggiunti dalla scorsa stagione
- Chester Professional Tournament
- Australasian Professional Championship

Numero di tornei per nazione
3 nazioni diverse ospitano almeno un torneo professionistico, una in della scorsa stagione.
| N° | Nazione       | Numero | Stagione precedente |
| -- | ------------- | ------ | ------------------- |
| 1  | Inghilterra   | 3      | 2                   |
| 2  | Australia     | 1      | 2                   |
| 3  | Nuova Zelanda | 1      | 0                   |

Numero di tornei per città
5 città diverse ospitano almeno un torneo professionistico, due in più della scorsa stagione.
| N° | Città      | Numero | Stagione precedente |
| -- | ---------- | ------ | ------------------- |
| 1  | Sydney     | 1      | 2                   |
| 2  | Chester    | 1      | 0                   |
| 3  | Auckland   | 1      | 0                   |
| 4  | Birmingham | 1      | 1                   |
| 5  | Londra     | 1      | 1                   |

## Sponsor
| Torneo              | Sponsor       |
| ------------------- | ------------- |
| Campionato mondiale | Player's No.6 |

## Statistiche

### Finalisti
| N° | Giocatore      | Finali vinte | Finali perse | Totale |
| -- | -------------- | ------------ | ------------ | ------ |
| 1  | Eddie Charlton | 2            | 0            | 2      |
| 2  | John Spencer   | 1            | 1            | 2      |
| 3  | Ray Reardon    | 1            | 1            | 2      |
| 4  | Warren Simpson | 0            | 2            | 2      |
| 5  | Jackie Rea     | 1            | 0            | 1      |
| 6  | John Pulman    | 0            | 1            | 1      |

### Finalisti per nazione
| N° | Nazione          | Finali vinte | Finali perse | Totale |
| -- | ---------------- | ------------ | ------------ | ------ |
| 1  | Australia        | 2            | 2            | 4      |
| 2  | Inghilterra      | 1            | 2            | 3      |
| 3  | Galles           | 1            | 1            | 2      |
| 4  | Irlanda del Nord | 1            | 0            | 1      |

### Risultati per giocatore
| N° | Giocatore          | APC | CPT | AUPC | PB | CM |
| -- | ------------------ | --- | --- | ---- | -- | -- |
| 1  | Warren Simpson     | V   | A   | F    | A  | A  |
| 2  | Eddie Charlton     | F   | A   | V    | A  | A  |
| 3  | Rex King           | FG  | A   | A    | A  | A  |
| 4  | Allan McDonald     | FG  | A   | A    | A  | A  |
| 5  | Norman Squire      | FG  | A   | FG   | A  | A  |
| 6  | John Spencer       | A   | F   | A    | V  | SF |
| 7  | David Taylor       | A   | SF  | A    | A  | QF |
| 8  | Jackie Rea         | A   | V   | A    | FG | QF |
| 9  | Kingsley Kennerley | A   | SF  | A    | FG | A  |
| 10 | Fred Davis         | A   | A   | A    | FG | QF |
| 11 | Rex Williams       | A   | A   | A    | SF | QF |
| 12 | Gary Owen          | A   | A   | A    | FG | SF |
| 13 | John Pulman        | A   | A   | A    | SF | F  |
| 14 | Ray Reardon        | A   | A   | A    | F  | V  |
| 15 | Bernard Bennett    | A   | A   | A    | A  | NQ |

Legenda
| Sigla | Risultato        |
| ----- | ---------------- |
| V     | Vincitore        |
| F     | Finalista        |
| SF    | Semifinalista    |
| QF    | Quarti di finale |
| 4T    | Quarto turno     |
| 3T    | Terzo turno      |
| 2T    | Secondo turno    |
| 1T    | Primo turno      |
| FG    | Fase a gironi    |
| NQ    | Non qualificato  |
| A     | Assente          |
| WD    | Ritirato         |